# Вълчо Кадиев
Вълчо Милушев Кадиев е български скулптор, художник и общественик. Завършва Националната художествена галерия в гр. София. Автор е на множество паметници – многофигурни композиции и бюстове от камък и от бронз. Член на Съюза на българските художници и активен член в Съюз на Тракийските дружества в България.

## Биография
Вълчо Кадиев е роден на 6 юли 1918 г. в село Чадърли, Гюмюрджинско, Беломорска Тракия в голямо семейство. Баща му почива през 1926 г. и детството на Вълчо преминава в трудни и много тежки условия. Още като дете става ратай, работи заедно с братята и сестрите си за изкарването на семейната прехрана. От 1928 г. семейството се преселва в България и се установява в Тополовград. Там, като единствено момче, Вълчо е глава на семейството и дели времето си между работа и учение. Учи в гимназията в гр. Елхово, но прекъсва учението поради необходимостта да работи, а по-късно завършва вечерната гимназия в гр. София.
През 1940 г. е приет в Художествената академия в София. Негов професор е водещият скулптор Иван Лазаров, който цени таланта и трудолюбието на своя студент и полага грижи за укрепването на неговото дарование и професионализъм като му гласува пълното си доверие. Това позволява на Вълчо да завърши успешно следването си. Участва в акциите на ВОНСС и е в тесни контакти със Стефан Куцаров – художника-партизанин, убит през 1944 г.
През септември 1944 г. Вълчо Кадиев е мобилизиран и заминава за фронта като войник. Поверена му е длъжността началник на пощенското бюро към щаба на I народоосвободителна армия.
След завършването на Академията преподава една година в Харманли, а после в София е на свободна практика. По-късно е назначен като първи от скулпторите в кинематографията.
През 1949 г. специализира в Италия, а по-късно отива и в СССР, както и във Франция. Посещава с художествено-творческа цел още Швейцария, Югославия, Румъния и Гърция.
В СБХ членува от 1946 г. и участва в много обществени и групови изложби. Негови творби се намират в Националната художествена галерия и в редица галерии в страната и в чужбина. Автор е на множество паметници – много фигурни композиции и бюстове от камък и от бронз.
Най-значителните му творби са фигурата на Капитан Петко Войвода – НХГ, паметникът на Петко Енев и на Съпротивата 1923 – 1944 г. в гр. Нова Загора, паметникът „Ямболската стачка 1931 г.“ – Ямбол, композиционният многофигурален Паметник на Съпротивата 1923 – 1944 г. в гр. Харманли, Паметник на Съпротивата с фигура на партизанин от мрамор – Тополовград, Паметникът на Тодор Грудов и Съпротивата 1923 – 1944 г. – Грудово, Паметник на Съпротивата с фигура на партизанин в с. Найденово – Старозагорско, Паметник на Съпротивата с фигура на партизанин в с. Войняговци, Софийско.
Вълчо Кадиев е автор и на много паметници-бюстове на видни революционни дейци и прославени загинали партизани из цялата страна, между които на Вапцаров, Петко Войвода, Атанас Димитров, Иван Панов, Димо Дичев, поетесата-партизанка Стоянка Карабочева, Васил Коларов и редица други.
Вълчо Кадиев е обявен за почетен гражданин на гр. Нова Загора.
През 2018 г. посмъртно Вълчо Кадиев е обявен за почетен граждани и на Тополовград.

## Творческа характеристика
Вълчо Кадиев завършва Художествената академия при професор Иван Лазаров, специализира в Италия, СССР и Франция. Посещава редица световноизвестни музеи и художествени галерии в чужбина.
Паметници:
- Ямболската стачка – 1931 г.“ в Ямбол
- Многофигуралната композиция на Петко Енев, изработен от камък в гр. Нова Загора
- „Паметник на Съпротивата“ в Стара Загора
- „Въстание“ и „Победа“, изцяло от гранит
- „Паметник на Тодор Грудов“, от гранит
- „Паметник на Съпротивата“ в Тополовград, от мрамор

- Паметник на Капитан Петко Войвода, намиращ се в Момчилград
- „Паметник на Съпротивата“ в Тополовград, от мрамор в центъра на града
- Бюст на Никола Вапцаров от Музея на социалистическото изкуство в София, 1967 г.
- Седем жени, пресъздаващи стачна група на работнички в тъкачната фабрика „Тунджа“ през 1931 г.
- Тодор Грудов – монументална композиция
- Многофигуралната композиция на Петко Енев, изработен от камък в гр. Нова Загора